# Dariusz Kupiecki
Dariusz Bolesław Kupiecki (ur. 3 marca 1954 w Warszawie) – polski matematyk i informatyk, menedżer, działacz opozycji demokratycznej w PRL, współpracownik KOR.

## Życiorys

### Szkoła, harcerstwo, studia
W liceum (uczęszczał w latach 1969–1973 do VI Liceum Ogólnokształcącego im. Tadeusza Reytana w Warszawie i uzyskał w nim maturę) był harcerzem w „Czarnej Jedynce”, gdzie poznał m.in. Antoniego Macierewicza, Piotra Naimskiego, Barbarę Felicką, Ludwika Dorna. W latach 1973–1978 działał w Gromadzie Włóczęgów „Czarnej Jedynki”. Ukończył studia matematyczne na Wydziale Matematyki, Informatyki i Mechaniki Uniwersytetu Warszawskiego w 1978.

### Praca
W latach 1978–1983 był asystentem w Instytucie Maszyn Matematycznych, a w latach 1984–1990 był kierownikiem laboratorium w Instytucie Podstaw Informatyki PAN.
W latach 1990–1992 był członkiem Komisji ds. reformy administracji publicznej przy Radzie Ministrów, w 1991 był doradcą ministra ds. informatyki w Urzędzie Rady Ministrów, w latach 1990–1995 był głównym projektantem w Krajowym Biurze Wyborczym, w latach 1992–1996 dyrektorem rządowego Centrum Informatycznego PESEL w Ministerstwie Spraw Wewnętrznych, w latach 1993–1997 był członkiem Prezydium Rady ds. Teleinformatyki przy Radzie Ministrów, od 1997 – dyrektorem ds. operacyjnych, dyrektorem ds. informatyki, dyrektorem ds. projektów korporacyjnych w Towarzystwach Ubezpieczeniowych Allianz Polska i Allianz Życie Polska.
Jest autorem publikacji naukowych z zakresu teorii informatyki.

### Działalność niezależna
W czasie studiów był współorganizatorem akcji zbierania podpisów pod listem protestacyjnym przeciwko zmianom w Konstytucji PRL (1975). Od 1976 był współpracownikiem KOR, następnie KSS „KOR”, w 1976 był koordynatorem akcji pomocy dla robotników Ursusa represjonowanych po wydarzeniach czerwcowych 1976. W latach 1976–1977 zajmował się również m.in. pomocą techniczną przy wydawaniu Komunikatów KOR.
Był współzałożycielem, autorem, redaktorem i organizatorem kolportażu niezależnego pisma „Robotnik” (1977–1981).
Był również organizatorem kolportażu i kolporterem publikacji Nowej, w latach 1977–1979 był jej technicznym współpracownikiem. 14–19 grudnia 1979 został aresztowany za zorganizowanie demonstracji w rocznicę Grudnia 1970.
W sierpniu 1980 był uczestnikiem akcji wspierania strajku w Stoczni Gdańskiej im. Lenina (organizowanie materiałów poligraficznych, przekazywanie informacji), trzykrotnie zatrzymywany na 48 godzin, aresztowany, zwolniony w wyniku protestu kolegów z pracy.
Od września 1980 był członkiem „Solidarności” – był członkiem Komitetu Zakładowego w IMM PAN. W okresie od września do grudnia 1981 współorganizował zakładanie bibliotek wydawnictw niezależnych w ok. 300 bibliotekach zakładowych Regionu Mazowsze. Od grudnia 1981 był członkiem Klubów Samorządnej Rzeczypospolitej „Wolność-Sprawiedliwość-Niepodległość”. 13 grudnia 1981 internowano go w Ośrodku Odosobnienia w Warszawie-Białołęce, następnie w Jaworzu i Darłówku, zwolniony 23 grudnia 1982. W 1983 był członkiem TKZ w IMM PAN. Wielokrotnie zatrzymywany, poddawany rewizjom i innym represjom.

## Odznaczenia
- Odznaka „Zasłużony Działacz Kultury” (2000)
- Krzyż Komandorski Orderu Odrodzenia Polski (2006)[4]